# Callopistria xerysta
Callopistria xerysta är en fjärilsart som beskrevs av Pierre E.L. Viette 1976. Callopistria xerysta ingår i släktet Callopistria och familjen nattflyn. Inga underarter finns listade i Catalogue of Life.